# Montamel
Montamel är en kommun i departementet Lot i regionen Occitanien i södra Frankrike. Kommunen ligger i kantonen Saint-Germain-du-Bel-Air som tillhör arrondissementet Gourdon. År 2022 hade Montamel 91 invånare.

## Befolkningsutveckling
Antalet invånare i kommunen Montamel
| Referens: INSEE |